# Luna (rivière)
Pour les articles homonymes, voir Luna.
La Luna est une rivière espagnole qui coule dans la communauté autonome de Castille-et-León. Elle est une des deux tributaires, avec l'Omaña, qui forment l'Órbigo dans le bassin du Douro.

## Source de la traduction
- (es) Cet article est partiellement ou en totalité issu de l’article de Wikipédia en espagnol intitulé « Río Luna » (voir la liste des auteurs).